# Lea Massari
Lea Massari, pseudonimo di Anna Maria Massatani (Roma, 30 giugno 1933 – Roma, 23 giugno 2025), è stata un'attrice e modella italiana.

## Biografia

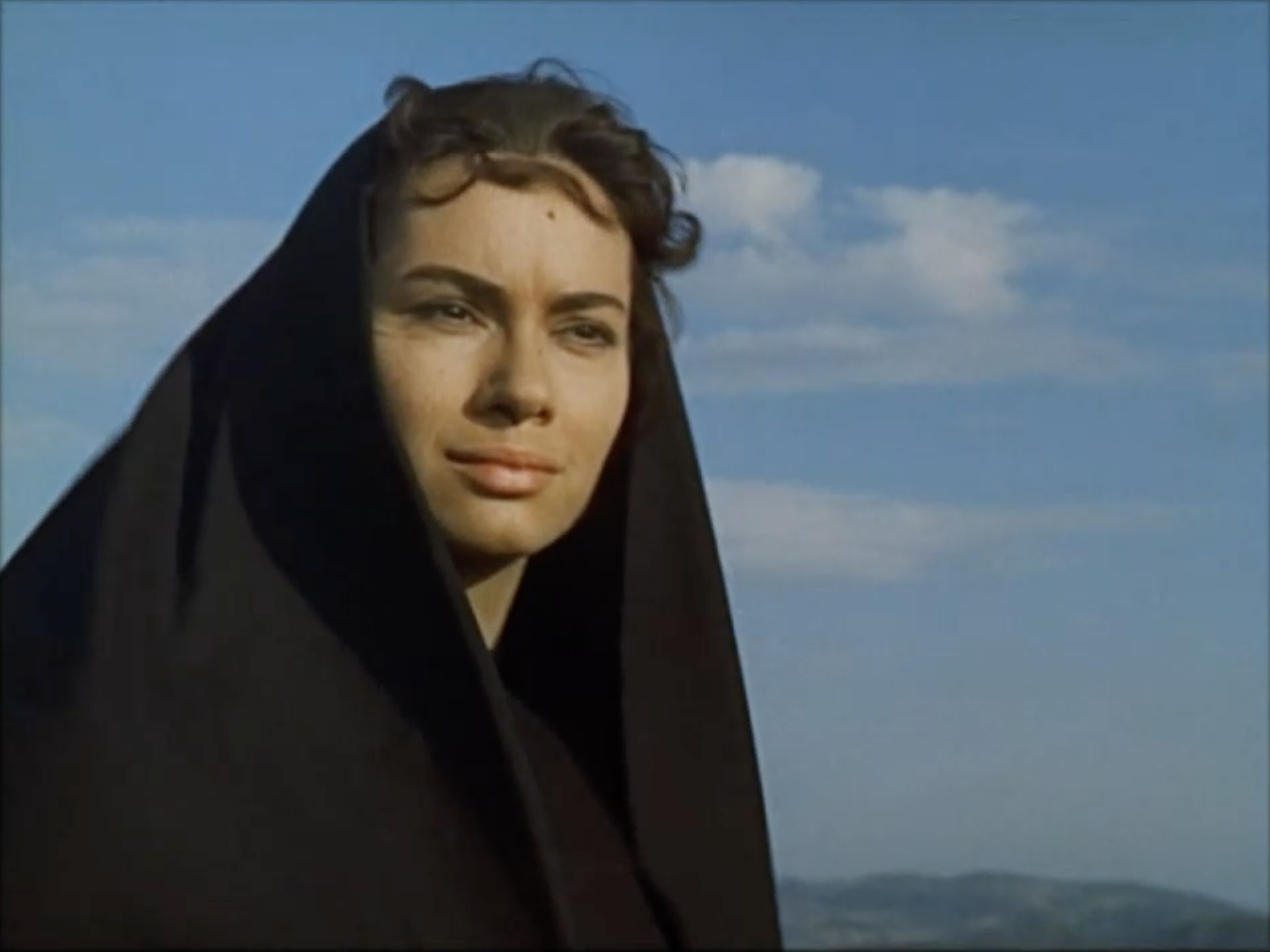
Lea Massari nel suo film d'esordio Proibito (1954) di Mario Monicelli

Nata a Roma, nel quartiere di Monteverde Vecchio, figlia di un ingegnere romano, e di origini anche umbre da parte materna, durante l'infanzia Lea Massari ha vissuto in Spagna, Francia e Svizzera. Tornata a Roma, si iscrive all'università e frequenta i corsi di architettura nei primi anni cinquanta. Lavora intanto come indossatrice e collabora con lo scenografo e costumista Piero Gherardi, amico di famiglia, che l'avvicina presto al mondo del cinema. Dai tratti aristocratici e raffinati, sottolineati dallo sguardo felino e dalla voce roca, sul set del film Proibito (1954), ove lavora anche Gherardi, viene notata dal regista Mario Monicelli, che la convince ad interpretare una appassionata ragazza sarda affiancandola ai protagonisti Amedeo Nazzari e Mel Ferrer. Il ruolo di ragazza dolce e innamorata si ripete con I sogni nel cassetto (1957) di Renato Castellani, ove viene doppiata da Adriana Asti. In occasione del suo esordio sul grande schermo, all'età di 21 anni assume un nome d'arte in memoria del fidanzato Leo con cui avrebbe dovuto sposarsi, ma che morì a causa di un tragico incidente pochi giorni prima delle nozze.
Negli anni sessanta partecipa a molte produzioni italiane e francesi, rivestendo ruoli sempre più impegnativi e, per lo più, di donna borghese. Inizia a ottenere notorietà internazionale accanto a Gabriele Ferzetti e Monica Vitti nel film L'avventura (1960) di Michelangelo Antonioni, nel quale interpreta il ruolo forse più iconico della prima fase della sua carriera, quello di una giovane donna sognatrice che scompare improvvisamente. Nello stesso periodo è nel cast di altre importanti pellicole: La giornata balorda (1960) di Mauro Bolognini, Il colosso di Rodi (1960) di Sergio Leone, al fianco di Rory Calhoun, e soprattutto Una vita difficile (1961) di Dino Risi, accanto ad Alberto Sordi e Franco Fabrizi. Sia pure non accreditata, si fa notare in Le quattro giornate di Napoli di Nanni Loy (1962), tratto da un soggetto di Vasco Pratolini, cui segue una partecipazione in un'altra pellicola di tema bellico, La città prigioniera (1962) di Joseph Anthony, con David Niven, Ben Gazzara e Martin Balsam. In quel periodo riceve uno speciale premio David di Donatello per la sua interpretazione in I sogni muoiono all'alba (1961) di Mario Craveri ed Enrico Gras, tratto da un testo teatrale di Indro Montanelli. Nel 1963 viene proposta per il ruolo della moglie di Marcello Mastroianni in 8½ di Federico Fellini, poi assegnato ad Anouk Aimée; sembra che durante il provino per quella parte il regista non si convinse a causa di un inadeguato trucco curato da Gherardi. Nello stesso anno recita con Francisco Rabal in I cavalieri della vendetta di Carlos Saura.
Sin dai primi anni della carriera viene spesso affiancata a noti attori francesi, come Jean Sorel nel citato film di Bolognini del 1960, Alain Delon in Il ribelle di Algeri (1964) di Alain Cavalier e La prima notte di quiete (1972) di Valerio Zurlini (per il quale ottiene il primo dei suoi due Nastri d'argento), Maurice Ronet in Il giardino delle delizie (1967), film di esordio di Silvano Agosti e che viene pesantemente censurato in Italia, Jean-Louis Trintignant in La corsa della lepre attraverso i campi (1972) di René Clément, Yves Montand in Un battito d'ali dopo la strage (1973) di Pierre Granier-Deferre, Philippe Leroy in La linea del fiume (1976) di Aldo Scavarda e Jean-Paul Belmondo in Chi dice donna dice donna (1976) di Tonino Cervi. Nel 1970 affianca Michel Piccoli e Romy Schneider nel controverso L'amante, il primo successo del regista Claude Sautet, per il quale l'attrice romana ottiene il premio Louis-Delluc; tornerà a lavorare con Piccoli nel 1979 con Foto ricordo di Pierre Barouh.
Molto apprezzata soprattutto in Francia, dopo aver affrontato lo scabroso tema dell'incesto in Soffio al cuore (1971) di Louis Malle, ove interpreta probabilmente il ruolo più importante della maturità e che pure le costerà in Italia una clamorosa denuncia per corruzione di minorenne, chiusa con una piena assoluzione, nel 1973 riceve una Étoile de Cristal come migliore attrice straniera. Nel 1969 aveva recitato anche con Gérard Blain e il debuttante Teo Teocoli nella pellicola Paolo e Francesca di Gianni Vernuccio, uscita due anni dopo. Dopo aver partecipato a Questo impossibile oggetto (1973) di John Frankenheimer, al fianco di Alan Bates e Dominique Sanda, e Allonsanfàn (1974) di Paolo e Vittorio Taviani, accanto a Marcello Mastroianni, nel 1975 viene chiamata a partecipare quale giurata al Festival di Cannes. Nel 1977, insieme a Riccardo Cucciolla, prende parte al film Antonio Gramsci - I giorni del carcere di Lino Del Fra, che vince il Pardo d'oro al Festival di Locarno. Nel 1979 riceve il suo secondo Nastro d'argento per il ruolo di Luisa Levi in Cristo si è fermato a Eboli (1978) di Francesco Rosi, ove recita accanto a Gian Maria Volonté, che la stessa attrice ha giudicato il migliore collega con cui abbia mai lavorato. 
La Massari ha lavorato con successo anche in teatro, tra cui in Due sull'altalena (1960) di William Gibson, con la regia di Arnoldo Foà, e per la televisione, come in Capitan Fracassa (1958), I promessi sposi (1967), nel ruolo della Monaca di Monza, I fratelli Karamazov (1969) e Quaderno proibito (1980); particolarmente apprezzata dal pubblico e dalla critica fu la sua interpretazione nell'Anna Karenina (1974) di Sandro Bolchi, più volte replicata dalla Rai. La sua ultima apparizione sul piccolo schermo risale a Una donna spezzata (1989) di Marco Leto, tratto dal romanzo di Simone de Beauvoir e sceneggiato dalla stessa Massari.
Appassionata di caccia sin da giovane su esempio e spinta del padre, a partire dai primi anni ottanta ha diradato la sua attività artistica. È apparsa ancora nel film Segreti segreti (1985) di Giuseppe Bertolucci (ove interpreta il sofferto ruolo della madre suicida di Lina Sastri), per dedicarsi con decisione a campagne ecologiste e animaliste. Attrice notoriamente poco incline al divismo, schiva e riservata, e spesso costretta a vivere e lavorare all'estero anche in ragione del lavoro del marito, si ritira definitivamente a vita privata nel 1990, all'età di 57 anni. In seguito appare raramente in pubblico e concede poche interviste, rifiutando anche vari inviti a tornare sul set, come quello ricevuto da Ferzan Özpetek, che nel 2005 l'avrebbe voluta in Cuore sacro, in un ruolo poi assegnato a Lisa Gastoni. Il suo ultimo film, che ebbe scarso successo, è Viaggio d'amore (1990) di Ottavio Fabbri, tratto da un soggetto di Tonino Guerra, ove recita accanto a Omar Sharif e Ciccio Ingrassia. Dopo il ritiro dalle scene si è trasferita in Sardegna con il marito (sposato nel 1963 e da cui ha divorziato nel 2004) Carlo Bianchini, ex comandante pilota di Alitalia. A seguito di una crisi finanziaria, nel 1994 mise all'asta la sua importante collezione di gioielli antichi.
Oltre alle sue campagne per la difesa degli animali e contro la vivisezione, che l'hanno portata anche a sostenere vari canili, ben nota è la sua passione per la chitarra e per la musica brasiliana.
È morta il 23 giugno 2025 nella sua casa ai Parioli di Roma all'età di 91 anni, ma il decesso è stato reso pubblico dopo i funerali, svolti l'indomani, in forma privata, nella concattedrale di Santa Maria Assunta di Sutri in provincia di Viterbo; è stata sepolta nel cimitero di Sutri.

## Filmografia

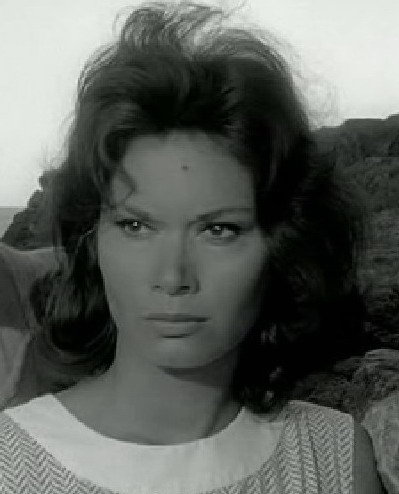
Lea Massari nel film L'avventura (1960) di Michelangelo Antonioni

Lea Massari nel film Allonsanfàn (1974) di Paolo e Vittorio Taviani

### Cinema
- Proibito, regia di Mario Monicelli (1954)
- I sogni nel cassetto, regia di Renato Castellani (1957)
- Resurrezione (Auferstehung), regia di Rolf Hansen (1958)
- L'avventura, regia di Michelangelo Antonioni (1960)
- La giornata balorda, regia di Mauro Bolognini (1960)
- Il colosso di Rodi, regia di Sergio Leone (1961)
- Una vita difficile, regia di Dino Risi (1961)
- Morte di un bandito, regia di Giuseppe Amato (1961)
- I sogni muoiono all'alba, regia di Mario Craveri e Enrico Gras (1961)
- La morte sale in ascensore (Le monte-charge), regia di Marcel Bluwal (1962)
- Le quattro giornate di Napoli, regia di Nanni Loy (1962) – non accreditata
- La città prigioniera, regia di Joseph Anthony (1962)
- I cavalieri della vendetta (Llanto por un bandido), regia di Carlos Saura (1963)
- Il ribelle di Algeri (L'insoumis), regia di Alain Cavalier (1964)
- La coda del diavolo, regia di Moraldo Rossi (1964)
- Le soldatesse, regia di Valerio Zurlini (1965)
- Made in Italy, regia di Nanni Loy (1965)
- Il giardino delle delizie, regia di Silvano Agosti (1967)
- Grazie amore mio (Volver a vivir), regia di Mario Camus (1968)
- Lo voglio morto, regia di Paolo Bianchini (1968)
- L'amante (Les choses de la vie), accreditata come Léa Massari, regia di Claude Sautet (1970)
- Un soffio di piacere (Céleste), regia di Michel Gast (1970)
- Soffio al cuore (Le souffle au coeur), regia di Louis Malle (1971) – accreditata come Léa Massari
- Senza via d'uscita, regia di Piero Sciumè (1971)
- Paolo e Francesca, regia di Gianni Vernuccio (1971)
- La corsa della lepre attraverso i campi (La course du lièvre à travers les champs), regia di René Clément (1972)
- La prima notte di quiete, regia di Valerio Zurlini (1972)
- La femme en bleu, regia di Michel Deville (1973)
- L'uomo che non seppe tacere (Le silencieux), regia di Claude Pinoteau (1973)
- Un battito d'ali dopo la strage (Le fils), regia di Pierre Granier-Deferre (1973)
- Questo impossibile oggetto (Story of a Love Story), regia di John Frankenheimer (1973)
- Cadavere di troppo (... la main à couper), regia di Étienne Périer (1974)
- Allonsanfàn, regia di Paolo e Vittorio Taviani (1974)
- Il poliziotto della brigata criminale (Peur sur la ville), regia di Henri Verneuil (1975)
- Chi dice donna dice donna, regia di Tonino Cervi, episodio Papà e maman (1976)
- Caccia al montone (L'ordinateur des pompes funèbres), regia di Gérard Pirès (1976)
- La linea del fiume, regia di Aldo Scavarda (1976)
- Vivere giovane (Violette & François), regia di Jacques Rouffio (1977)
- Antonio Gramsci - I giorni del carcere, regia di Lino Del Fra (1977)
- Repérages, regia di Michel Soutter (1977)
- Fuga dall'inferno (El perro) , regia di Antonio Isasi-Isasmendi (1977)
- Sale réveur, regia di Jean-Marie Périer (1978)
- Les Rendez-vous d'Anna, regia di Chantal Akerman (1978)
- Cristo si è fermato a Eboli, regia di Francesco Rosi (1978)
- Foto ricordo (Le divorcement), regia di Pierre Barouh (1979)
- La flambeuse, regia di Roger Weinberg (1981)
- Sarah, regia di Maurice Dugowson (1983)
- Il 7° bersaglio (La 7ème cible), regia di Claude Pinoteau (1984)
- Segreti segreti, regia di Giuseppe Bertolucci (1985)
- Viaggio d'amore, regia di Ottavio Fabbri (1990)

### Televisione
- Capitan Fracassa, regia di Anton Giulio Majano – miniserie TV (1958)
- I promessi sposi, regia di Sandro Bolchi – miniserie TV (1967)
- Holiday (Incantesimo) – film TV (1967)
- I fratelli Karamazov, regia di Sandro Bolchi – miniserie TV (1969)
- Qualcuno bussa alla porta, regia di Edmo Fenoglio – miniserie TV (1971)
- Anna Karenina, regia di Sandro Bolchi – miniserie TV (1974)
- Quaderno proibito, regia di Marco Leto – miniserie TV (1980)
- La vigna di uve nere – miniserie TV (1984)
- Una donna a Venezia – miniserie TV (1986)
- Una donna spezzata – miniserie TV (1989)

## Teatro
- Due sull'altalena di William Gibson, regia di Arnoldo Foà (1960)
- Il cerchio di gesso del Caucaso di Bertolt Brecht, regia di Luigi Squarzina (1974)
- Sarah Barnum di John Murrell, regia di Georges Wilson (1981-1982)

### Commedia musicale
- Rugantino di Garinei e Giovannini, Pasquale Festa Campanile, Massimo Franciosa, Luigi Magni. Teatro Sistina di Roma, 15 dicembre 1962.

## Prosa televisiva
- Radici di Arnold Wesker, regia di Maurizio Scaparro, 5 novembre 1971.
- Edipo re di Sofocle, regia di Vittorio Gassman, trasmesso nel 1977.

## Riconoscimenti
- David di Donatello
  - 1962 – David speciale per Una vita difficile e I sogni muoiono all'alba
  - 1985 – Candidatura alla migliore attrice protagonista per Segreti segreti

- Nastro d'argento
  - 1960 – Candidatura alla migliore attrice non protagonista per L'avventura
  - 1962 – Candidatura alla migliore attrice protagonista per Una vita difficile
  - 1963 – Candidatura alla migliore attrice non protagonista per Le quattro giornate di Napoli
  - 1973 – Migliore attrice non protagonista per La prima notte di quiete
  - 1975 – Candidatura alla migliore attrice protagonista per Allonsanfàn
  - 1979 – Migliore attrice non protagonista per Cristo si è fermato a Eboli

## Doppiatrici
- Rita Savagnone in Una vita difficile, I cavalieri della vendetta, Un battito d'ali dopo la strage, Il poliziotto della brigata criminale
- Lydia Simoneschi in Resurrezione, Il colosso di Rodi
- Clara Bindi in L'avventura, Le quattro giornate di Napoli
- Adriana Parrella in Proibito
- Adriana Asti in I sogni nel cassetto
- Gabriella Genta in Senza via d'uscita
- Valeria Valeri in La prima notte di quiete